# Gehrenspitze (Wetterstein)
Die Gehrenspitze ist ein Berg im östlichen Teil des Wettersteingebirges in Tirol. Sie erreicht eine Höhe von 2367 m ü. A.

## Lage und Umgebung
Die Gehrenspitze ist dem Wettersteinhauptkamm über der Leutasch südlich vorgelagert. Vom Hauptkamm wird sie durch das 2048 m hohe Scharnitzjoch getrennt. Die 500 Meter hohe steile Nordwand fällt ins Puittal ab, während auf der Südflanke im Gipfelbereich steile Grashänge und Schrofengelände sowie unterhalb ausgedehnte Latschengürtel überwiegen.

## Stützpunkte und Wege
Ausgangspunkte für eine Besteigung sind die Leutascher Ortsteile Gasse im Südosten und Klamm im Südwesten. Stützpunkte sind die Wettersteinhütte (1717 m) und die Wangalm (1753 m) im Westen. Die Erinnerungshütte des Akademischen Alpenvereins München (2083 m) oberhalb des Scharnitzjochs ist nicht öffentlich zugänglich.
Der übliche Gipfelanstieg verläuft über den Westgrat (bzw. größtenteils in dessen Südflanke, guter markierter Steig). Vom Scharnitzjoch  an der Erinnerungshütte vorbei und weiter in östlicher Richtung zum Gipfel. Das Scharnitzjoch ist entweder von Leutasch-Klamm über Wettersteinhütte oder Wangalm oder durch das Puittal erreichbar.
Ein zweiter Anstieg führt von Südosten (Leutasch-Gasse) durch eine markante Schuttrinne („Nazenlehn“), die die Südflanke durchzieht, und über den Ostgrat zum Gipfel. Diese Route, einst ein markierter Steig mit Kletterstellen im Schwierigkeitsgrad I (UIAA), gilt heute als nur noch schwer begehbar.
Durch die Nordwand führen Kletterrouten im Schwierigkeitsbereich III–V, die allerdings wegen der großen Brüchigkeit und Steinschlaggefahr sehr selten begangen werden.